# Gilaker
Gilaker (persiska: Gilak) är en etnisk grupp i Iran med rötter i provinsen Gilan, som ligger vid sydkusten av Kaspiska havet. De talar ett gilakiskt språk som är nära besläktat med mazenderani.